# Центральноберезинская равнина
Центральноберезинская равнина — равнина, расположенная в центре Беларуси, имеет наклон с севера на юг. Площадь — 28 тыс. км².
Наибольшее влияние на формирование равнины оказал сожский ледник. Почвы в основном дерново-подзолистые, местами торфяно-болотные и луговые.
Значительные пространства распаханы, в то же время имеются большие массивы сосновых и смешанных лесов; в южной части — дубово-грабовые леса. В долинах рек, пересекающих равнину (Друть, Березина, Свислочь, Случь), встречаются пойменные дубравы и заливные луга, а в понижениях имеются болота.

Центральноберезинская равнина